# Oraesia argyrosema
Oraesia argyrosema là một loài bướm đêm trong họ Noctuidae.